# Tränenkarunkel

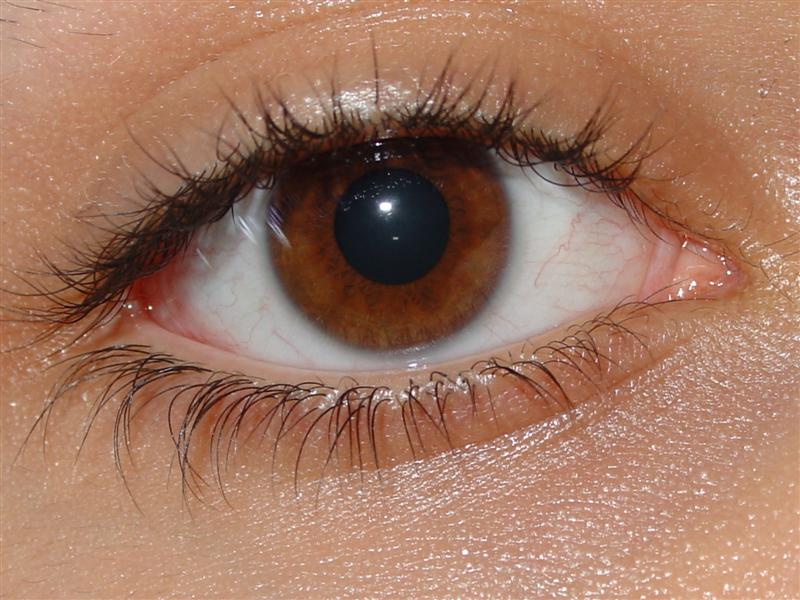
Menschliches Auge, die rosafarbene Bildung im Lidwinkel nasal (zur Nase hin) ist die Tränenkarunkel

Die Tränenkarunkel, das Tränenwärzchen oder der Tränenhöcker (Caruncula lacrimalis) ist ein knötchenförmiges Gebilde im nasenseitigen Lidwinkel. Sie ist eine leicht modifizierte Bildung der Bindehaut und wird von einem mit Fettgewebe durchsetzten Bindegewebe gebildet. Die Schleimhaut besitzt Talgdrüsen, Becherzellen und auch einige seröse Drüsenschläuche.
Bei vielen Säugetieren ist die Tränenkarunkel pigmentiert, bei einigen (auch beim Menschen) leicht behaart.
Beim Hund ist in die Tränenkarunkel eine akzessorische Tränendrüse, die Glandula carunculae lacrimalis eingelagert. Bei den anderen Säugetieren hat sie mit dem Tränenapparat nichts zu tun, der Name ist also eher irreführend.